# George Dzundza
George Dzundza (Rosenheim, 19 luglio 1945) è un attore e regista teatrale tedesco naturalizzato statunitense.

## Biografia
Dzundza è nato a Rosenheim, una piccola città della Baviera, figlio di immigrati dell'est europeo, padre ucraino e madre polacca che furono costretti ai lavori forzati dai nazionalsocialisti durante la seconda guerra mondiale. A guerra finita essi si trasferirono per un breve periodo ad Amsterdam e da lì nel 1956 emigrarono negli Stati Uniti d'America. Dzundza frequentò la St. John's University, studiandovi sceneggiatura, recitazione ed arte teatrale.

## Vita privata
È sposato dal 1980 con Mary Jo Vermeulen e ha tre figli.

## Filmografia parziale

### Cinema
- Fischia il sesso, regia di Gian Luigi Polidoro (1974)
- Il cacciatore (The Deer Hunter), regia di Michael Cimino (1978)
- Crazy Runners - Quei pazzi pazzi sulle autostrade (Honky Tonk Freeway), regia di John Schlesinger (1981)
- Streamers, regia di Robert Altman (1983)
- La miglior difesa è... la fuga (Best Defense), regia di Willard Huyck (1985)
- Nessuna pietà (No Mercy), regia di Richard Pearce (1986)
- Senza via di scampo (No Way Out), regia di Roger Donaldson (1987)
- Belva di guerra (The Beast of War), regia di Kevin Reynolds (1988)
- Doppia identità (Impulse), regia di Sondra Locke (1990)
- Cacciatore bianco, cuore nero (White Hunter Black Heart), regia di Clint Eastwood (1990)
- Amore e magia (The Butcher's Wife), regia di Terry Hughes (1991)
- Basic Instinct, regia di Paul Verhoeven (1992)
- Allarme rosso (Crimson Tide), regia di Tony Scott (1995)
- Pensieri pericolosi (Dangerous Minds), regia di John N. Smith (1995)
- Operazione Gatto (That Darn Cat), regia di Bob Spiers (1997)
- Fine della corsa (Do Me a Favor), regia di Sondra Locke (1997)
- Species II, regia di Peter Medak (1998)
- Instinct - Istinto primordiale (Instinct), regia di Jon Turteltaub (1999)
- Above Suspicion, regia di Stephen La Rocque (2000)
- Colpevole d'omicidio (City by the Sea), regia di Michael Caton-Jones (2002)
- Adam & Eve (National Lampoon's Adam & Eve), regia di Jeff Kanew (2005)

### Televisione
- Starsky & Hutch – serie TV, episodio 1x05 (1975)
- Le strade di San Francisco (The Streets of San Francisco) – serie TV, episodio 5x24 (1977)
- Le notti di Salem (Salem's Lot) – miniserie TV (1979)
- Diritto d'offesa (Skokie), regia di Herbert Wise – film TV (1981)
- A Long Way Home – film TV (1981)
- Open All Night – serie TV, 12 episodi (1981-1982)
- I giorni della vendetta (Brotherly Love) – film TV (1985)
- The Execution of Raymond Graham – film TV (1985)
- Disneyland – serie TV, 1 episodio (1986)
- Ai confini della realtà (The Twilight Zone) – serie TV, 1 episodio (1986)
- Cross of Fire – miniserie TV (1989)
- Law & Order - I due volti della giustizia (Law & Order) – serie TV, 22 episodi (1990–1991)
- The Limbic Region – film TV  (1996)
- Jesse – serie TV (1998-1999)
- Hack – serie TV (2002-2003)
- Grey's Anatomy – serie TV, 7 episodi (2005-2007)
- October Road – serie TV, 1 episodio (2008)
- The Beast – serie TV, 1 episodio (2009)

## Doppiaggio
- Batman – serie TV, 7 episodi (1992-1995)
- Batman - Cavaliere della notte – serie TV, 1 episodio (1997)
- Batman & Mr. Freeze: SubZero (1998)
- Superman – serie TV, 10 episodi (1996-1999)
- Superman: Brainiac Attacks (2006)

## Doppiatori italiani
Nelle versioni in italiano delle opere in cui ha recitato, George Dzundza è stato doppiato da:
- Luciano De Ambrosis ne Il cacciatore, Squadra emergenza
- Manlio De Angelis in Streamers, The Limbic Region
- Renato Mori in Belva di guerra, Stargate SG-1
- Wladimiro Grana in Allarme rosso, Species II
- Angelo Nicotra in Operazione gatto, Instinct - Istinto primordiale
- Vittorio Stagni in Starsky & Hutch
- Gianni Bertoncin in Le notti di Salem
- Franco Latini in Crazy Runners - Quei pazzi pazzi sulle autostrade
- Paolo Buglioni in La miglior difesa è... la fuga
- Ferruccio Amendola in Nessuna pietà
- Antonio Paiola in Ai confini della realtà
- Sandro Pellegrini in Senza via di scampo
- Franco Zucca in Law & Order - I due volti della giustizia
- Glauco Onorato in Doppia identità
- Ugo Maria Morosi in Cacciatore bianco, cuore nero
- Alessandro Rossi in Amore e magia
- Marcello Tusco in Basic Istinct
- Carlo Baccarini in Pensieri pericolosi
- Giorgio Lopez in Colpevole d'omicidio
- Diego Reggente in Grey's Anatomy
- Roberto Del Giudice in Le notti di Salem (ridoppiaggio)
- Saverio Indrio in Basic Istinct (ridoppiaggio)

Da doppiatore è stato sostituito da:
- Alberto Olivero in Batman & Mr. Freeze: SubZero